# Allée des Soupirs
L'allée des Soupirs (en occitan : alèa dels Sospirs) est une voie de Toulouse, chef-lieu de la région Occitanie, dans le Midi de la France.

## Description

### Situation
L'allée des Soupirs est une voie publique. Elle se trouve au nord du quartier de Monplaisir.
Elle naît du Boulingrin, formant avec la rue du Huit-Mai-1945, les allées Forain-François-Verdier, Paul-Sabatier, Frédéric-Mistral et Jules-Guesde, une des six branches qui en rayonnent. Orientée au sud-est, longue de 237 mètres, elle est cependant, avec 25 mètres de large, plus étroite que les autres allées. Elle rencontre, après 175 mètres, la voie du port Saint-Sauveur et longe l'esplanade de la Capitainerie, puis l'espace Marie-Christine-Lafforgue. Elle se termine au droit de la passerelle des Soupirs. Elle est ensuite prolongée, au sud, par le boulevard Monplaisir.
La chaussée compte une voie de circulation automobile. Elle appartient à une zone 30 et la vitesse y est limitée à 30 km/h. Il n'existe pas de bande, ni de piste cyclable, quoiqu'elle soit à double-sens cyclable sur toute sa longueur.

### Voies rencontrées
L'allée des Soupirs rencontre les voies suivantes, dans l'ordre des numéros croissants (« g » indique que la rue se situe à gauche, « d » à droite) :
1. Square Boulingrin
2. Port Saint-Sauveur (g)
3. Esplanade de la Capitainerie (g)
4. Espace Marie-Christine-Lafforgue (g)
5. Passerelle des Soupirs (g)
6. Boulevard Monplaisir (d)

## Odonymie
L'allée est nommée, à son origine, d'après la Baraquette : ce nom lui venait d'une métairie qui se trouvait le long de l'actuelle impasse de la Baraquette (emplacement des actuels no 50 à 54), de l'autre côté du canal du Midi. Il existait d'ailleurs, depuis le XVIIe siècle au moins, un chemin de la Baraquette (actuelles rue Bernard-Mulé, impasse de la Baraquette et rue Joseph-Thillet), qui allait jusqu'au chemin de Bonne-Gazagne (actuelles rue Monplaisir, Pierre-Brossolette et Jean-Baptiste-Noulet). En 1794, pendant la Révolution française, on lui attribua le nom d'allée du Travail, mais il ne fut pas conservé.
C'est finalement en 1806 que l'allée des Soupirs prit son nom actuel : l'origine en reste obscure. Le géographe toulousain Jean Coppolani propose d'y voir une allusion aux soupirs des amoureux qui en faisaient leur promenade favorite au début du XIXe siècle.

## Patrimoine et lieux d'intérêt
- no  2-12 : Cité HBM du Grand-Rond.  Patrimoine XXe siècle (2017)[1]. 
En 1931, la municipalité socialiste d'Étienne Billières, encouragée par le développement de l'habitat social dans le cadre de la loi Loucheur, décide la construction d'un groupe d'HBM entre l'allée des Soupirs, la rue de Tivoli et le port Saint-Sauveur. Le premier projet, proposé par l'architecte Robert Armandary pour l'office d'habitation de la ville de Toulouse, rencontre l'opposition de l'association des Toulousains de Toulouse. Il est modifié et finalement approuvé en 1934 : les travaux commencent l'année suivante et sont achevés en 1936. Il s'agit d'un des projets les plus aboutis du logement social à Toulouse, tant par son ampleur – il compte 350 logements –, que par la qualité de son implantation et par le confort de ses appartements. 
Le long de l'allée des Soupirs s'élève, légèrement en retrait, une longue barre, composée de plusieurs corps de bâtiment et haute de huit étages, mais qui s'abaisse en gradins à trois seulement du côté du Boulingrin. La construction combine une ossature de béton et un remplissage de brique. Un porche monumental s'ouvre dans le corps de bâtiment le plus élevé, permettant l'entrée dans la cité. Il est décoré d'un bas-relief en pierre de Jean Druille, représentant Le Soleil, l'Air et la Joie[2],[3],[4].

- no  5-9 : immeuble et fonderie Christophe Frères[5].
- Grand Rond